# Битва под Зеленцами
Битва под Зеленцами (пол. Bitwa pod Zieleńcami), также в русских источниках Бой под Городищем, — сражение, произошедшее 7 (18) июня 1792 год во время русско-польской войны 1792 около села Зеленцы (Жилинцы), ныне Шепетовского района Хмельницкой области. 
Поскольку поле боя сразу после сражения осталось за польским корпусом князя Понятовского, в Польше его расценили как победу. Русские, ссылаясь на последовавшее вечером отступление поляков и повторное занятие поля боя войсками генерала Моркова, также посчитали его своей победой. После сражения польские силы продолжили стратегическое отступление. Для награждения участников битвы, по представлению князя Юзефа Понятовского, король Станислав Август Понятовский утвердил основание ордена «Virtuti Militari».

## Предыстория

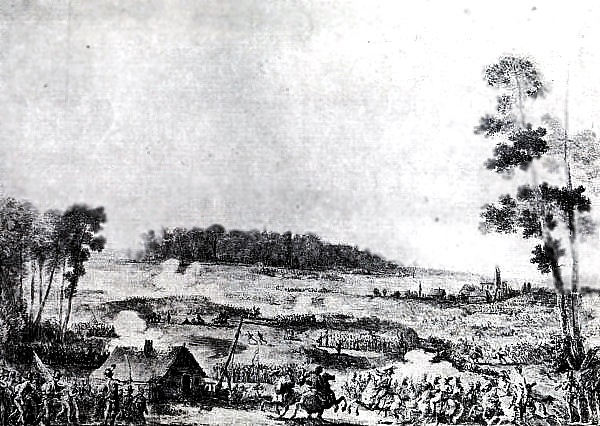
Ян Пётр Норблин. «Битва при Зеленицах»

10 мая 1792 года князь Юзеф Понятовский прибыл в Тульчин и начал концентрировать разрозненные отряды польских войск. Ему удалось собрать около 17 тысяч солдат, затем, уже в процессе боёв, к нему присоединилась дивизия Любомирского (4500 человек) в Заславле и резервный корпус генерала Зайончека (5,5 тысяч чел.) под Зеленцами. В процессе переходов также росла и сила его артиллерии, в том числе и за счёт расквартированной в Полонном.
В ночь с 18 на 19 мая границу перешли первые отряды 64-тысячной армии Каховского. Его план предусматривал окружение Понятовского — корпуса Дерфельдена и Дунина должны были связать главные силы, а перерезать отходные пути должны были части Кутузова с юга и Леванидова с севера.
Понятовский не согласился с предложенной Костюшко тактикой обороны границы и решил отходить на Любар и Полонное, где, используя складированные там припасы, дать главное сражение. После ряда мелких стычек, небольших боёв и потери лагерей поляков ждала неудача. Склады в Полонном оказались недостаточными, а работы по строительству укреплений неоконченными. Поляки вынуждены были принять решение о продолжении отхода на соединение с дивизией Любомирского в Заславле, а что не удастся эвакуировать, уничтожить в обозе под Полонным.
Коронную армию преследовала одиннадцатитысячная армия генерала Моркова, усиленная казаками Орлова. Морков планировал захватить польский лагерь и отрезать польские войска от Горыни. Уверенный, что лагерь будет лёгкой добычей, он наткнулся под Зеленцами на прибывший накануне корпус под руководством Зайончека и Трокина.
17 июня Понятовский отошел к Шепетовке, где получил информацию о том, что дивизия Любомирского находится в Заславе. Он приказал Любомирскому присоединиться к его силам около Зеленцов.

## Силы сторон
- Армия Речи Посполитой:

Пехота:
- Батальон I полка — 625 чел.
- Батальон IV полка — 750 чел. с отрядом стрельцов
- Батальон V фузилёрского полка — 579 чел.

Кавалерия:
- Авангардный полк стражи — 10 эскадронов — 1039 всадников.

Артиллерия:
- Слабая полевая артиллерия, основой которой были 6-фунтовые пушки, под командованием майора Добрского.
К ней также надо добавить батальонную артиллерию — по две 3-фунтовые пушки — всего 6 орудий.
- Русская императорская армия:

Пехота:
- Екатеринославский гренадерский полк — 4 батальона, около 3000 чел.
- Екатеринославский егерский полк — 4 батальона, около 3200 чел.

Кавалерия:
- Елисаветградский конноегерский полк — 10 эскадронов — 1300 всадников
- Ольвиопольский гусарский полк — 6 эскадронов, около 750 всадников
- Воронежский гусарский полк — 6 эскадронов, около 750 всадников
- Пять казачьих полков по 400 всадников каждый — 2000 всадников

Артиллерия:
- 24 ствола полевой артиллерии с обслугой — около 500 артиллеристов.
К этому надо прибавить по два орудия в каждом батальоне, что даёт ещё 16 стволов артиллерии[2].

## Битва

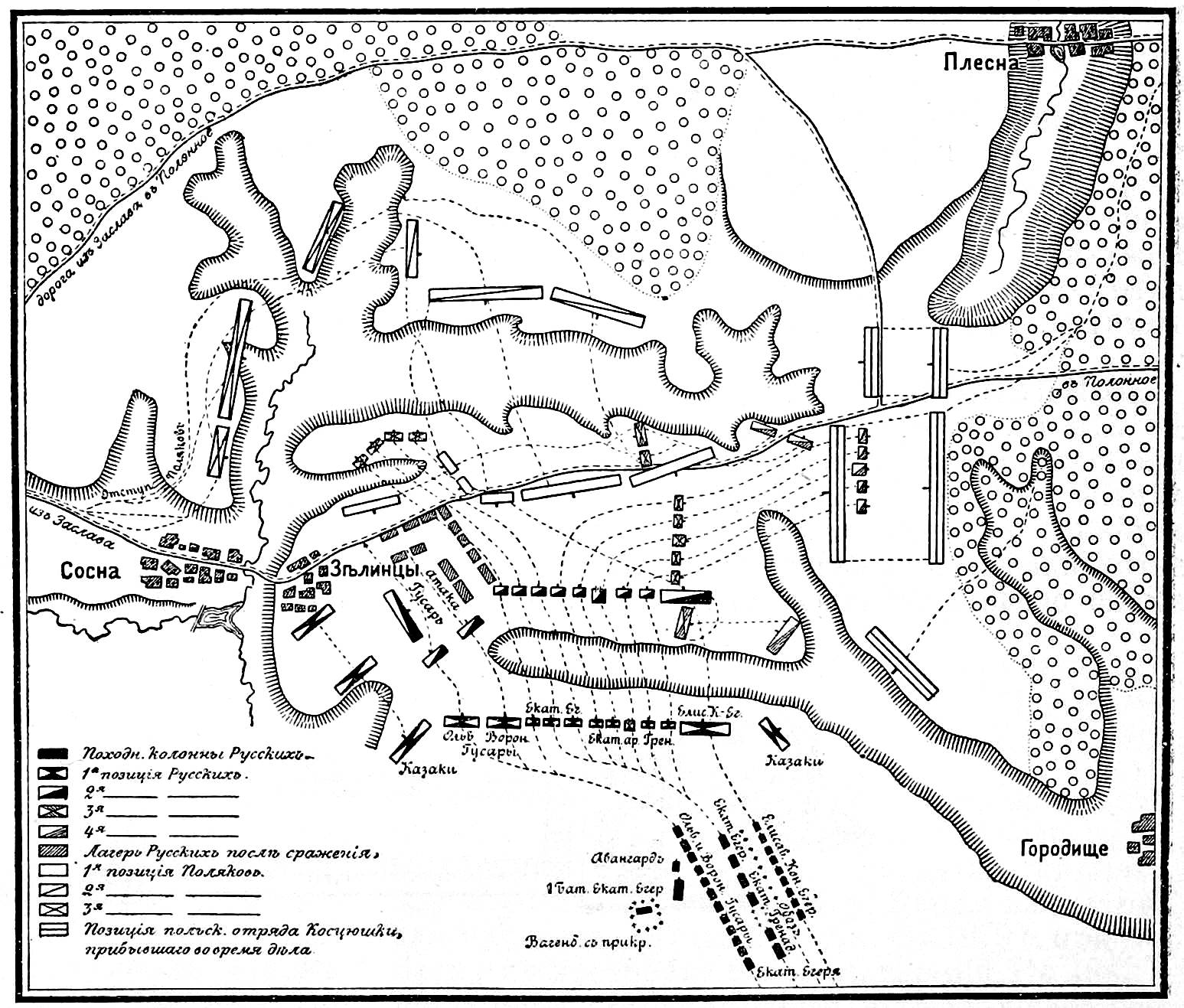
Театр военных действий
(рисунок из статьи «Зелинцы»
«Военная энциклопедия Сытина»)

В Зеленцах польский отряд генерала Зайончека занял позицию на холме у дороги Полонное — Заслав, с топкой долиной на левом крыле, плавным подъемом на правом и лесом в тылу. Трокин и Зайончек не заняли между тем село Зеленцы, а лес мешал рекогносцировке и просчитыванию возможного развития событий. Польский боевой порядок состоял из конницы на флангах и пехоты в центре. Зайончек послал гонца к Понятовскому с просьбой поспешить на помощь.
В шесть утра русские силы подошли в колоннах и под огнём польской артиллерии развернулись в боевой порядок на равнине, с конницей на флангах (Ольвиопольский и Воронежский гусарские полки на левом крыле, конные егеря Елисаветградского полка на правом), в центре стояла пехота, два егерских и четыре гренадерских батальона, с егерским батальоном Екатеринославского полка в резерве, и ещё одним батальоном екатеринославцев и эскадроном конницы в охране лагеря. Пользуясь отсутствием польского противодействия, русские заняли Зеленцы и начали под прикрытием села прицельный обстрел польских порядков.
В семь утра на поле битвы прибыл князь Юзеф Понятовский, что привело к отражению атаки русских и к очевидному укреплению польских сил. Левое крыло подпер конный полк, правое — бригада народной кавалерии генерала Станислава Мокроновского, а центр усилило ещё два батальона пехоты и 12 орудий. Другие отряды прибывали в течение битвы и останавливались под прикрытием леса.
Дивизия Костюшко не подошла под Зеленцы, обеспечивая прикрытие от корпусов Дунина и Леванидова.
Учитывая обстрел со стороны села, Понятовский приказал очистить Зеленцы от врага, что все же не удалось осуществить и село подожгли. (Другой источник об этом событии пишет так: другой российский отряд занял Зеленцы, не осажденные поляками. После неудачной атаки кавалерии на село, князь Юзеф Понятовский приказал его поджечь, что привело к бегству русских.) Дым заслонил полякам поле битвы, и русские под его маскировкой разбили кавалерию на правом крыле (булавный коронный полк), которая вместо наступления на врага встретила его атаку на месте, была быстро разбита и сорвалась в паническое бегство.
Благодаря вмешательству князя Сангушко и офицеров удалось вернуть кавалеристов, а тем временем русские всадники попали под сильный обстрел польской артиллерии. Далее по ним с фланга ударила народная кавалерия Мокроновского, вернувшаяся из бегства и желавшая смыть с себя позор, а с фронта их атаковала польская кавалерия второй линии. Русская конница не выдержала и отступила, потеряв флаг. Для укрепления эффекта Понятовский приказал генералу Чапскому усилить польский натиск, но тот потребовал письменного приказа, ссылаясь на то, что устный непонятен (Чапский был сторонником Тарговицкой конфедерации). Таким образом была утрачена возможность полностью разбить русское крыло.
После артиллерийской подготовки в центре в атаку двинулись русские гренадеры Екатеринославского полка, а три батальона польской пехоты, состоявшие преимущественно из новобранцев, не выдержав сильного обстрела и штыковой атаки русских, бросились бежать. Убегая, пехота образовала брешь в центре, которую использовали русские, и вдобавок возникло замешательство в резервном польском батальоне. В эту брешь двинулся Понятовский во главе двух батальонов. Несмотря на сильный обстрел польской артиллерии и огонь поляков, гренадеры несколько раз поднимались в штыковые атаки, но без успеха, понесли потери от польского огня и были вынуждены отступить.
На левом крыле также начался русский натиск, под нажимом которого поляки начали отступать. Когда русские подошли под огонь польской артиллерии, удалось их отогнать контратаками пехоты и занять прежние позиции.

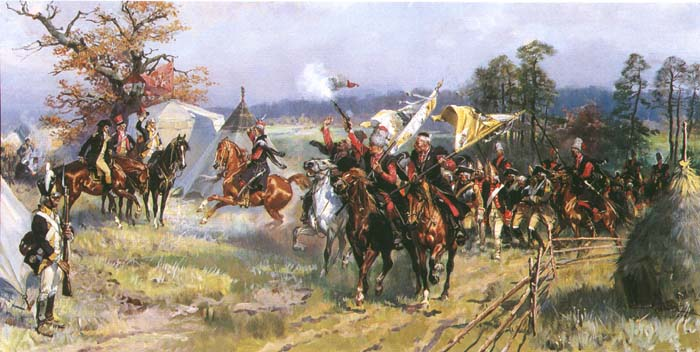
Войцех Коссак. После битвы.

Несмотря на сопротивление русских войск на всех участках фронта, Понятовский решил перехватить инициативу, сформировав боевую группу из частей дивизии генерала Вельгорского (3 пехотных батальона из полков Потоцкого, Малчевского и острожской ординации, бригада народной кавалерии Дзержка и авангард полка Любомирского). Польская конница оттеснила русских, но генерал Вельгорский, опасаясь, что его пехота уступает российской, действовал самовольно и нерешительно, благодаря чему Морков смог переформировать свои силы. Но российский генерал не чувствовал себя уверенно и посылал к Каховскому гонцов с просьбами о помощи. Морков не получил помощи и решил построить своё войско в каре и выходить с поля боя.
Примерно в 5 часов пополудни битва закончилась и поле боя осталось за поляками. После отдыха, который длился 2 часа, отступление на Заслав возобновилось. Поле боя занял вновь Морков, провозгласив себя победителем, за что получил орден Святого Георгия второй степени. Он перекрыл дорогу дивизии Костюшко, что подтянулась к месту действия. Костюшко, оценив, что враг его превосходит, через два часа противостояния отошел, дав несколько артиллерийских залпов по русским рядам. На следующий день Костюшко присоединился к главным силам коронной армии под Заславом.

## Значение битвы

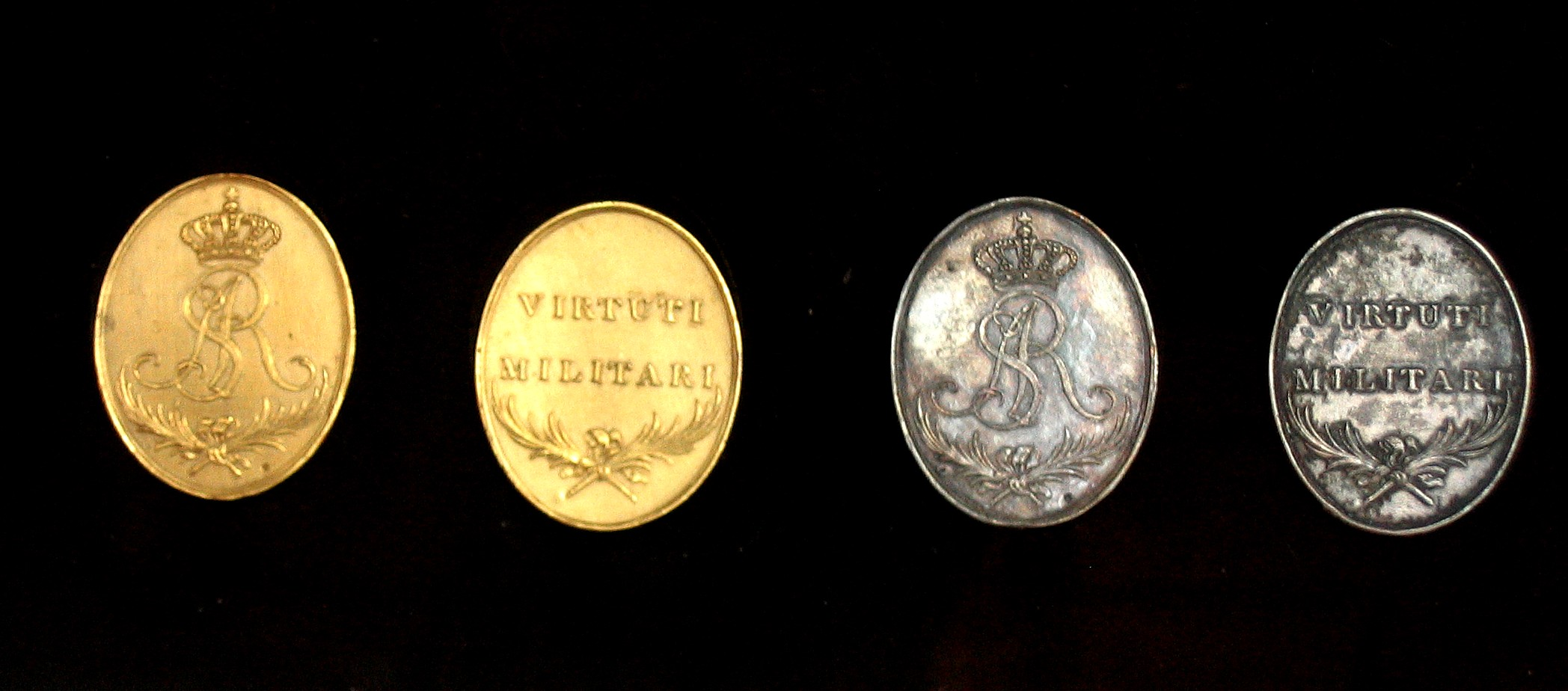
Virtuti Militari 1792 год

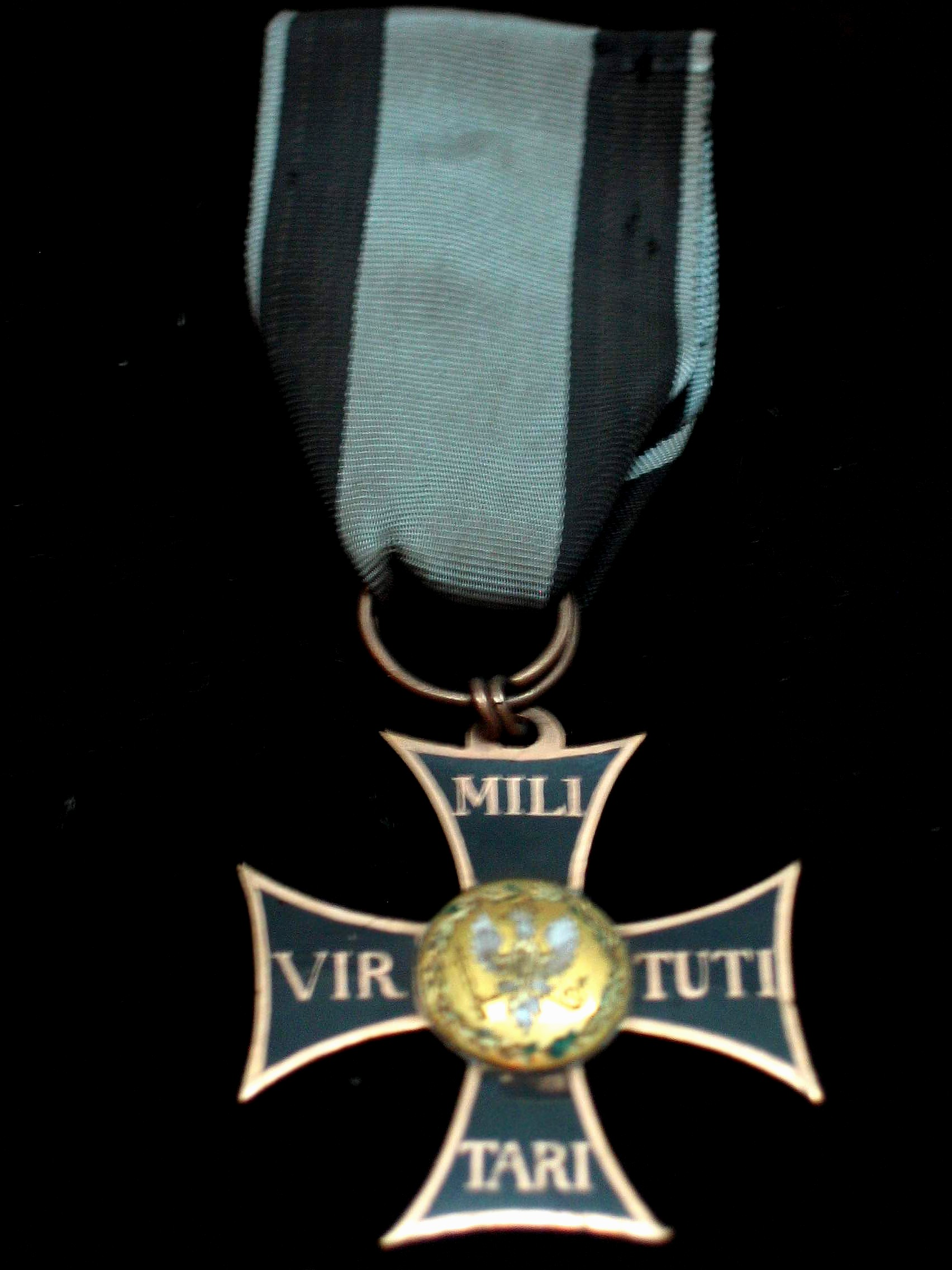
Virtuti Militari 1792 год

Сражение показало, что польская армия может достаточно успешно противостоять русским, что было особенно важно, учитывая большое количество молодых, необстрелянных новобранцев. Хотя польские войска поддались панике, удалось восстановить над ними контроль и вернуть для продолжения борьбы с противником. Большую роль играла артиллерия, но во время боя боеприпасы были практически исчерпаны. Неопытность генералов Зайончека и Трокина привела к занятию русскими необороняемых Зеленцов, в результате чего русские могли вести огонь с выгодной позиции.
Битва под Зеленцами была не только важным моментом данной войны. С точки зрения поляков, это была первая победа (не считая мелких стычек барской конфедерации) со времён битвы под Подгайцами в 1698 году, выигранная поляками без чьей-либо помощи, а также была первая со времён Чуднова и Полонки польская победа над российскими войсками.
Однако сражение не остановило поход русских на Варшаву, и польское войско продолжило отступление. Попытки остановить русских, опираясь на крепость в Остроге, были оставлены из-за угрозы окружения.
Сражение имело важное пропагандистское значение для поляков. По предложению Юзефа Понятовского, король Станислав Август учредил орден «Virtuti Militari», самый почётный военный орден Польши. Первоначально — овальную медаль с инициалами короля, которую носили на станиславской, красной с белыми краями ленте. Варшавский монетный двор отчеканил 65 золотых и 290 серебряных медалей, из них успели раздать участникам битвы при Зеленцах 20 золотых и 40 серебряных. Среди награждённых были сам Понятовский и генерал-майор Т. Костюшко.
Ещё шли первые награждения, как и в судьбах Польши, и в судьбах награды произошли изменения. Медаль превратилась в орден, организованный по образцу австрийского ордена Марии-Терезии. Знаки его делились на пять степеней, двумя низшими из которых стали медали. Но вскоре медали исчезли совсем, заменённые золотым и серебряным крестами.